# Mario Kassar
Mario F. Kassar (arab. ماريو كسار, ur. 10 października 1951 w Bejrucie) – libańsko-amerykański producent filmowy, często współpracujący z Andrew Vajną.
Pracując dla Columbia Pictures oraz TriStar Pictures, był producentem wykonawczym wielu filmów, począwszy od Ucieczki do zwycięstwa (ang. Escape to Victory, 1981). Wspólnie z Vajną był założycielem niezależnej wytwórni filmowej Carolco Pictures, w której był producentem wykonawczym filmów Rambo: Pierwsza krew II oraz wielu z gatunku science fiction, takich jak Pamięć absolutna, Terminator 2: Dzień sądu, Uniwersalny żołnierz oraz Gwiezdne wrota.

## Wybrane produkcje
| Rok  | Tytuł polski              | Tytuł oryginalny                   | Funkcja              |
| ---- | ------------------------- | ---------------------------------- | -------------------- |
| 2006 | Nagi instynkt 2           | Basic Instinct 2                   | producent            |
| 2003 | Terminator 3: Bunt maszyn | Terminator 3: Rise of the Machines | producent            |
| 2002 | Ja, szpieg                | I Spy                              | producent            |
| 1997 | Lolita                    | Lolita                             | producent            |
| 1994 | Gwiezdne wrota            | Stargate                           | producent wykonawczy |
| 1992 | Chaplin                   | Chaplin                            | producent            |
| 1992 | Uniwersalny żołnierz      | Universal Soldier                  | producent            |
| 1992 | Nagi instynkt             | Basic Instinct                     | producent            |
| 1991 | Terminator 2: Dzień sądu  | Terminator 2: Judgment Day         | producent wykonawczy |
| 1991 | The Doors                 | The Doors                          | producent            |
| 1990 | Pamięć absolutna          | Total Recall                       | producent wykonawczy |
| 1988 | Rambo III                 | Rambo III                          | producent            |
| 1985 | Rambo: Pierwsza krew II   | Rambo: First Blood Part II         | producent wykonawczy |
| 1982 | Rambo – Pierwsza krew     | Rambo – First Blood                | producent            |